# Несета
Несе́та (бел. Нясета) — река в Белоруссии, в Кличевском районе Могилёвской области, правый приток реки Ольса.
Длина реки — 39 км, площадь водосборного бассейна — 346 км², среднегодовой расход воды в устье — 1,8 м³/с, средний уклон реки 0,4 м/км.
Река берёт начало в торфяных болотах на границе с Минской областью западнее деревни Кутин и в 19 км к юго-востоку от города Березино. Генеральное направление течения — юг.
Протекает по Центральноберезинской равнине преимущественно по безлесой местности. Долина невыразительная. Пойма двусторонняя, шириной 0,1-0,3 км. Русло канализовано, шириной 4-12 м. Используется как водоприемник мелиоративных каналов.
Основные притоки — Городеченка, Турчанка (слева).
Несета протекает ряд сёл и деревень: Новые и Старые Наборки, Осиновка, Черевач, Турчанка, Несята, Татенка 1-я и 2-я, Красный Берег
Впадает в Ольсу в селе Бацевичи. Ширина реки у устья около 15 м.